# GOLDEN☆BEST やまびこ演歌・西川峰子
『GOLDEN☆BEST やまびこ演歌・西川峰子』（ゴールデン☆ベスト やまびこえんか・にしかわみねこ）は、西川峰子のベスト・アルバム。2007年11月21日発売。発売元はビクターエンタテインメント。規格品番：VICL-62659。

## 解説
各レコード会社から発売されている廉価版ベスト・シリーズ“ゴールデン☆ベスト”の中の1枚。初CD-DA化された楽曲を含んでいる。
選曲・解説は、本作品と同時に発売された『GOLDEN☆BEST 忘れ得ぬ名唱・佐良直美』（VICL-62662）と同様、合田道人による。
1970年代に出演した計4回のNHK紅白歌合戦で披露した楽曲が、全て収録された。

## 収録曲
- （カッコ）内はシングルレコードの規格品番。

1. あなたにあげる（SV-1191）
  - オリコン総合ヒットチャート第1位獲得曲（1974年12月16日付）
  - 第26回NHK紅白歌合戦（1975年） 歌唱曲（初出場）
  - 第16回日本レコード大賞・新人賞、第5回日本歌謡大賞・放送音楽新人賞受賞
2. 初めてのひと（SV-1210）
3. ふたりの秘密（SV-1220）
4. 考えさせて欲しいのよ（SV-1241）
5. 縁切り港（SV-1252）
6. 十九の夢（SV-1285）
7. あの人の船行っちゃった（非シングル、カバー曲）
  - 原曲歌唱: 森昌子
8. おさらば故郷さん（非シングル、カバー曲）
  - 原曲歌唱: 加賀城みゆき
9. 恋でしょうか（SV-1265）
10. 峰子のマドロスさん（SV-6027）
  - 第27回NHK紅白歌合戦（1976年） 歌唱曲（2年連続2回目出場）。
11. 峰子の子守唄（SVC-1003[1]）
12. 女になるでしょう（SV-6114）
13. 男友達（SV-6252）
14. ギター流して今晩わ（SV-6172）
  - 第28回NHK紅白歌合戦（1977年） 歌唱曲（3年連続3回目出場）。
15. いっちゃえ いっちゃえ（SV-6400）
16. 愛したいあなた（SV-6328）
17. 東京ラブ・コール（SV-6462）
  - 第29回NHK紅白歌合戦（1978年） 歌唱曲（4年連続4回目出場）。
18. 帰郷（ - ）
19. 小泊岬（SV-6609）
20. 恋の川（SV-7121）
21. やさしく別れて（SV-7014）